# Modesto Julca Jara
Dalmacio Modesto Julca Jara (Distrito de Huasta, Áncash, 24 de septiembre de 1957) es un político peruano. Fue Congresista de la República durante el período 2011-2016 por el departamento de Áncash.

## Biografía
Nació en Áncash, el 24 de septiembre de 1957. Hijo de Jeroncio Julca Ocrospoma y Teodovalda Jara.
En 1986 obtuvo el título de licenciado en contabilidad en la Universidad Nacional Mayor de San Marcos. Cuenta con un magíster en administración en la Universidad ESAN, y ha realizado otros cursos de especialización.
Ha sido docente en la Universidad Tecnológica del Perú desde el 2009.

## Vida política
Inició su carrera política en las elecciones regionales y municipales del 2006, donde fue candidato a la Presidencia Regional de Áncash por la Alianza Regional Áncash, sin embargo no resultó elegido.

### Congresista (2011-2016)
En las elecciones generales del 2011, fue elegido Congresista en representación de Áncash por la Alianza Perú Posible, con 29.660 votos preferenciales, para el período parlamentario 2011-2016.
Durante su labor en el legislativo, fue 1er Vicepresidente del Congreso en la Mesa Directiva presidida por Ana María Solórzano (2014-2015) y Presidente de la Comisión de Economía (2015-2016)
En las elecciones generales del 2016, postuló a la reelección por Perú Posible sin tener éxito.